# 4-氟亚苄基丙二腈
4-氟亚苄基丙二腈是一种有机化合物，化学式为C10H5FN2。它可由4-氟苯甲醛和丙二腈的缩合反应制得。它和N-溴代乙酰胺在磷酸钾催化下反应，可以得到N-[2-溴-2,2-二氰基-1-(4-氟苯基)乙基]乙酰胺。